# 西班牙杜父魚
西班牙杜父魚，為輻鰭魚綱鮋形目杜父魚亞目杜父魚科的其中一種，為淡水魚類，分布於歐洲西班牙及法國間的Garonne河流域，體長可達10.5公分，棲息在岩石底質、水質清澈且冰冷的流動水域，生活習性不明。

## 擴展閱讀
維基物種上的相關：西班牙杜父魚